# دایناسور (فیلم ۱۳۸۶)
دایناسور فیلمی کمدی، دراما به کارگردانی و نویسندگی پرویز شیخ طادی ساختهٔ سال ۱۳۸۶ است. این فیلم اجازه اکران در سینماهای ایران را نیافت و نسخه سینمای خانگی آن با سانسور شدید مواجه شد.
فیلم دایناسور، آخرین فیلم سینمایی‌ اکران نشده‌ای است که خسرو شکیبایی در آن به ایفای نقش پرداخت.

## دلایل حساسیت‌برانگیز بودن داستان فیلم
فیلم دایناسور از بسیاری از نمادها استفاده کرده‌است که به‌طور مستقیم وغیر مستقیم به شرایط و مشکلات مردم و معضلات اجتماعی از جمله فقر، دزدی، بیکاری، فحشا، شکنجه، رشوه، اختلاف طبقاتی، فریب کاری و مذهب با دید کمدی اشاره می‌کند مثلاً در این فیلم گروهی مسلح وجود دارند که از هیچ ارگان و سازمانی هراس ندارند و مجاز به انجام هر کاری از جمله شکنجه و بازداشت مردم، هستند و بیشتر داستان فیلم در بانکی است که فاضلاب طبقه بالایی‌ها بر سر و بدن طبقه پایینی‌ها می‌ریزد و گاهی این فاضلاب توسط کودکان خورده می‌شود.
در این فیلم به‌طور مستقیم از پست‌های سازمانی نام برده و با آن‌ها شوخی می‌شود که استفاده از نام آنها، در سینمای ایران معمول نیست، مثلاً معاون فرهنگی مجلس یا وزیر ارشاد یا رئیس‌جمهور.
مسئله‌ای که در این فیلم مشاهده و با آن شوخی می‌شود، کلماتی است که در جامعه سیاسی ایران بسیار شنیده می‌شود مثل ساده زیستی، دموکراسی، حقوق شهروندی، جامعه مدنی و غیره.

## خلاصه داستان فیلم
این فیلم دربارهٔ نویسنده‌ای است که بچه‌هایش را از دانشگاه به دلیل ندادن شهریه اخراج کرده‌اند و صاحب خانه، حکم تخلیه گرفته و چک بانکی که از تهیه‌کننده اش گرفته نقد نمی‌شود، وی تصمیم می‌گیرد که دست به اسلحه برده و چک را نقد کند.

استاد در حین مراجعه به بانک دو گروه را می‌بیند که با شعارهای جامعه مدنی قرمز/آبی مخملیه، با پرچم‌های قرمز و آبی، با یکدیگر در گیر می‌شوند.

مردی را می‌بیند که طراح داخلی است ولی حاضر است هرکاری در مقابل دریافت جای خواب انجام دهد.

زنی را می‌بیند که به مستمندی تظاهر می‌کند تا از او سرقت کند و اسلحه وی را نیز می‌رباید و وی بعد از ورود به بانک متوجه قضیه شده و بازمی‌گردد و به زن سارق می‌گوید که من مأمورم و اسلحه خود را پس می‌گیرد.

استاد بعد از ورود به بانک و نشان دادن اسلحه خود، با توجه به استفاده از ریش و سبیل مصنوعی برای استتار، توسط صندوق دار شناسایی شده و مورد تشویق مشتریان و کارمندان بانک قرار می‌گیرد و به پشت باجه می‌رود و مورد لطف رئیس بانک قرار می‌گیرد اما شریک ریس بانک که گویی رئیس حزب نیز است، وی را می‌بیند و به شریک خود می‌گوید که استاد کسی است که با قلم خود ما را مورد حمله قرار داده است و باید یک تنبیه حسابی شود.

در همین موقعیت که رئیس بانک در فکر است تصویری برای آن‌ها فرستاده می‌شود که گویی متعلق به شخصی به نام دایناسور است، وی بزرگترین سارق بانک است که برای حفظ آبروی خود، عضو حزب نشده‌است! صندوق دار تصویر را می‌بیند و تصور می‌کند که وی همان استاد خوش‌نویس است.

همه به شدت وحشت می‌کنند به‌طوری‌که محافظ بانک پا به فرار می‌گذارد و استاد خوش‌نویس بعد از خستگی از تاخیرهای زیاد بانک، اسلحه خود را خارج می‌کند و در همین حال رئیس بانک شروع به مظلوم نمایی می‌کند و می‌گوید که من کارگرم!

در همین حین، پلیس حزب با نام پلیس مدنی، که ظاهراً گروهی مسلح و غیررسمی، برای حفظ منافع حزب است سر رسیده، مردم را می‌ترساند و مورد ضرب و شتم قرار می‌دهد، استاد را دستگیر می‌کند و به مطبوعات خود خبر می‌دهد که در محل حاضر شوند.

به دنبال اثبات گناهکاری استاد، کارآگاه، با محکوم به اعدامی که وزن او به قدری زیاد است که طناب دار و عوامل اجرای حکم، توان بالا کشیدن او را ندارند! تماس گرفته و از وی نشانی جسمی دایناسور را می‌پرسد و وی به کاراگاه می‌گوید که دایناسور یک خال در کپل خود دارد.

در این قسمت فیلم استاد خوش‌نویس جمله‌هایی را می‌گوید که گویا پیام فیلم است، وی می‌گوید چرا خبرنگاران از من فیلم می‌گیرند؟ چرا کسی به درد مردم نمی‌رسد؟ جوون‌ها به جون همدیگرو افتادن، چرا کسی به اون‌ها نمی‌رسه؟ از بالا دارن رو سر ما پی پی می‌کنن، زنم بیرون (بانک) یخ کرد، کشتی کشتی دارن میبرن.
کارآگاه، استاد را مجبور به لخت شدن می‌کند و نشان دایناسور را در بدن او می‌یابد ولی با گرفتن نام کتاب‌های او متوجه می‌شود که باید از او اعتراف بگیرد که دایناسور است ولی استاد با توجه به شکنجه شدن و تصویر برداری عریان از او، اعتراف نمی‌کند.

در همین حین گروهی عزادار وارد بانک شده و با قمه و تهدید، برای فرد فوت شده، از بانک وام می‌گیرند! استاد می‌خواهد که با این گروه از بانک فرار کند ولی موفق نمی‌شود.

استاد برای رهایی از شرایط بحرانی خود با فردی که وزیر نامیده می‌شود و احتمالاً وزیر ارشاد است، تماس می‌گیرد ولی وزیر وی را به خاطر نوشتن کتاب‌های لاشخورها در اوج و انقلاب مخملی، مورد ملامت قرار داده و به کارآگاه دستور می‌دهد که با وی به شدت برخورد کنند. استاد برای بار دوم با مشاور فرهنگی مجلس تماس می‌گیرد که گویا وی فردی بسیار مذهبی است و او نیز استاد را مطرب خطاب کرده و خواهان مجازات او می‌شود.

کارآگاه در این مرحله تصمیم می‌گیرد به زنان فاحشه که گویی همه او و رئیس بانک را می‌شناسند رشوه داده تا بگویند که با استاد رابطه دارند ولی آن‌ها هم زیر بار نمی‌روند.

در بخش آخر، کارآگاه دوباره با محکوم به اعدام تماس می‌گیرد و نشانی می‌خواهد و او می‌گوید که دایناسور نمی‌تواند در مقابل موسیقی مقاومت کند و حتماً می‌رقصد. در حالی که همه آن‌ها می‌رقصند، استاد نمی‌تواند برقصد و در همین حین کودک فقیر، بر قسمتی از ساختمان حزب ادرار می‌کند و ساختمان به دلیل فرسودگی و معایب فراوان، ترک خوره و متلاشی می‌شود و همه به جز رئیس حزب به بیرون از ساختمان فرار می‌کنند.

## بازیگران
- خسرو شکیبایی در نقش استاد خوش نویس
- جهانگیر الماسی در نقش محجوبی
- شقایق فراهانی در نقش ژیلا
- میرطاهر مظلومی در نقش مدیر بانک
- رؤیا افشار در نقش صندوق دار
- رضا فیض نوروزی در نقش عطاریان
- مرتضی ضرابی در نقش کاظمی
- رضا توکلی در نقش ابی
- شیرین بینا در نقش همسر خوش نویس
- احمد پورمخبر در نقش مشتری بانک
- زهره مجابی در نقش خانم مسن
- سیامک اشعریون در نقش نگهبان بانک
- امیر رهبری در نقش مرد تنومند
- علیرضا شیخ الاسلامی در نقش پسر بچه فقیر
- امید مردم بیگی در نقش آقا زاده
- لیلا میرزایی در نقش کارمند بانک
- سهی بانو ذوالقدر در نقش کارمند بانک
- مرجان سپهری در نقش کارمند بانک
- مریم حمزه‌ای در نقش کارمند بانک
- مصطفی آقامحمدلو در نقش کارمند بانک
- فاطمه درستکار در نقش کارمند بانک
- مهدی اکبری در نقش مرد عرب
- اسمائیل آقا جانی در نقش مرد اعدامی
- علی عسگریان در نقش مشتری
- امید صادقی در نقش مشتری
- رضا زند در نقش مشتری